# جينا فيريس ويلكينز
جينا فيريس ويلكينز (بالإنجليزية: Gina Ferris Wilkins)‏ (20 ديسمبر 1954، ليتل روك في الولايات المتحدة)؛ كاتِبة وروائية أمريكية.